# Gereja Ayam
Gereja Ayam (l'église poulet en français) est un lieu de culte à Magelang, sur l'île de Java, Java central, en Indonésie. Bien que la structure ait été construite pour prendre la forme d'une colombe, on lui attribue de nombreux noms tels que l'église poulet (Chicken Church en anglais), l'église oiseau (Bird Church) ou la colline au pigeon (Pigeon Hill),. 
Le bâtiment a été érigé dans les années 1990 par Daniel Alamsjah, qui prétendait avoir été inspiré par Dieu dans l'un de ses rêves en 1989. Bien qu'Alamsjah soit chrétien, il voulait que Gereja Ayam soit un lieu de culte pour les adeptes de toute religion, pour la prière ou à la méditation. Paris Match relève en 2015 que « des gens de différentes religions telles que des bouddhistes, des musulmans et des chrétiens viennent adorer leur divinité dans la maison de prière ».
En raison de difficultés financières et de la résistance locale, la construction n'a jamais été terminée : elle a été interrompue en 2000, et le bâtiment a été laissé à l'abandon. En dépit de cela, avec la montée du tourisme en Indonésie dans les années 2010, le lieu est devenu fréquenté par les touristes, et par les couples qui cherchent soit à prendre des photographies de mariage, soit à s'y marier. 
Le bâtiment a également été utilisé pour réhabiliter des enfants handicapés et des personnes dépendantes de la drogue. 
À la suite de diverses apparitions dans plusieurs films, l'église a atteint un niveau de notoriété et est maintenant une attraction touristique.
Le documentaire En Enfer, à partir de 2016, est en partie consacré à l'église. Il explique que l'église était destinée à avoir un lien avec un volcan local, car sa tête pointe vers la direction dudit volcan.